# Gigantodax impossibilis
Gigantodax impossibilis är en tvåvingeart som beskrevs av Peter Wolfgang Wygodzinsky 1974. Gigantodax impossibilis ingår i släktet Gigantodax och familjen knott.
Artens utbredningsområde är Venezuela. Inga underarter finns listade i Catalogue of Life.